# Ribagnac
Ribagnac é uma comuna francesa na região administrativa da Nova Aquitânia, no departamento Dordonha. Estende-se por uma área de 11,58 km². Em 2010 a comuna tinha 317 habitantes (densidade: 27,4 hab./km²).